# 東原悠善
東原 悠善（ひがしはら ひさよし、1978年1月27日 - ）は、地方競馬の大井競馬場東京都騎手会所属の騎手。

## 来歴
赤間清松厩舎の厩務員を経て同厩舎から騎手デビュー。2002年6月14日大井競馬第3競走3歳条件戦3番人気ニーハオで初騎乗（10頭立て7着）。同年7月20日大井競馬第7競走C1七組条件戦を9番人気マルカミシルで勝利し、29戦目で初勝利。
赤間清松調教師引退にともない、2008年1月1日付けで遠藤茂厩舎へ所属変更。
2004年6月11日大幅に逸走し後退しながらも直線もう一度伸びて差しきり勝利したスピードマンテンに騎乗したことで知られている。
2010年1月12日付けで遠藤茂厩舎から杉山康史厩舎へ所属が変更された。
2011年5月18日付けで杉山康史厩舎から柏木一夫厩舎へ所属が変更された。
2018年12月25日付けで柏木一夫厩舎から鈴木啓之厩舎へ所属が変更された。
2020年5月2日付けで鈴木啓之厩舎から東京都騎手会へ所属が変更された。
2022年7月15日大井9Rをスマートフレイ号で勝利し地方通算100勝を達成。
地方通算成績は1228戦100勝・2着146回・3着199回・勝率3.0%・連対率7.3%（2022年7月15日現在）。